# Michael Tolkin
Michael L. Tolkin (Nova Iorque, 17 de outubro de 1950) é um roteirista, cineasta e romancista norte-americano. Como reconhecimento, foi indicado ao Primetime Emmy Awards 2019.